# Jerga
Jerga (rusky Ерга) je řeka v Archangelské oblasti v Rusku. Je dlouhá 159 km. Plocha povodí měří 1660 km².

## Průběh toku
Teče převážně po bažinatém dně dolině Severní Dviny. Ústí zprava do Severní Dviny.

## Vodní režim
Zdrojem vody jsou převážně sněhové srážky.